# The China Syndrome
The China Syndrome (br: Síndrome da China / pt: O síndroma da China) é um filme estadunidense de 1979, do gênero drama, dirigido por James Bridges.
O filme foi lançado nos Estados Unidos no dia 16 de março de 1979 e, por ironia do destino, o acidente com a usina nuclear de Three Mile Island, na Pensilvânia, aconteceu no dia 28 de março, exatamente treze dias depois do lançamento do filme.

## Sinopse
Uma repórter e seu cinegrafista presenciam um estranho acontecimento em uma usina nuclear da Califórnia. Após a matéria feita por eles ter sido recusada pela emissora de televisão, começam a investigar o porquê do segredo em torno do assunto, com a ajuda de um engenheiro da usina que gradativamente toma consciência da gravidade da situação.

## Elenco
- Jane Fonda .... Kimberly Wells
- Jack Lemmon .... Jack Godell
- Michael Douglas .... Richard Adams
- Scott Brady .... Herman De Young
- James Hampton .... Bill Gibson
- Peter Donat .... Don Jacovich
- Wilford Brimley .... Ted Spindler
- Richard Herd .... Evan McCormack
- Daniel Valdez .... Hector Salas
- Stan Bohrmann .... Pete Martin
- James Karen .... Mac Churchill
- Michael Alaimo .... Greg Minor
- Donald Hotton .... Dr. Elliott Lowell
- Khalilah Ali .... Marge
- Paul Larson .... D.B. Royce

## Principais prêmios e indicações
Oscar 1980 (EUA)
- Indicado nas categorias de melhor ator (Jack Lemmon), melhor atriz (Jane Fonda), melhor roteiro original e melhor direção de arte.

Globo de Ouro 1980 (EUA)
- Recebeu cinco indicações, nas categorias de melhor filme - drama, melhor diretor, melhor ator - drama (Jack Lemmon), melhor atriz - drama (Jane Fonda) e melhor roteiro.

BAFTA 1980 (Reino Unido)
- Ganhou dois prêmios, nas categorias de melhor ator (Jack Lemmon) e melhor atriz (Jane Fonda).
- Indicado também nas categorias de melhor filme e melhor roteiro.

Festival de Cannes 1979 (França)
- Ganhou o prêmio de melhor ator (Jack Lemmon).

Prêmio David di Donatello 1980 (Itália)
- Venceu na categoria de melhor ator estrangeiro (Jack Lemmon).